# Андон Попахтаров
Андон Попахтаров или Ахтаров (изписване до 1945 година: Андонъ попъ Ахтаровъ) е български революционер, деец на Вътрешната македоно-одринска революционна организация.

## Биография
Попахтаров е роден на 21 ноември 1878 година в Могила, в Османската империя, днес Северна Македония, произхожда от големия род Ахтарови. Завършва IV клас. Работи като земеделец. От 1893 година е член на ВМОРО. Попахтаров е селски ръководител и центрови началник до 1912 година. През Илинденско-Преображенското въстание е в четата на Мише Димев-Кьосето, на която е секретар. След края на въстанието Андон Попахтаров е избран за член на околийския комитет на ВМОРО в Битоля. Арестуван от турците многократно заради революционната си дейност.
През 1908 г., както и през разоръжителната акция, взима дейно участие със съвети и дела, и в конституционните клубове. Дълги години е ръководител на организацията в селото, бил е председател на общината (понякога отстраняван от тази длъжност от сърбите), осъществява връзките с другите села. 
Милан Матов отбелязва неговите заслуги като помирител, недопуснал междуособните разправии да стигнат до крайности.
Умира след 1924 година.